# 1992년 동계 패럴림픽 메달 집계
1992년 동계 패럴림픽 메달 집계는 1992년 동계 패럴림픽에서 획득한 메달 순으로 매긴 각국의 패럴림픽 위원회들의 목록이다.

## 메달 집계
다음은 국제 패럴림픽 위원회에서 제공하는 정보를 토대로 작성된 표로, 금메달, 은메달, 동메달의 수 순서로 순위를 매긴다. 금메달, 은메달, 동메달의 수가 모두 같을 경우, 같은 순위로 표시되며 IPC 국가 부호의 알파벳 순으로 목록에 표시한다.
주최국인 프랑스는 연보라색으로 표시되어 있다.
| 순위 | 국가           | 금메달 | 은메달 | 동메달 | 합계 |
| ---- | -------------- | ------ | ------ | ------ | ---- |
| 1    | 미국           | 20     | 16     | 9      | 45   |
| 2    | 독일           | 12     | 17     | 9      | 38   |
| 3    | 연합           | 10     | 8      | 3      | 21   |
| 4    | 오스트리아     | 8      | 3      | 9      | 20   |
| 5    | 핀란드         | 7      | 3      | 4      | 14   |
| 6    | 프랑스         | 6      | 4      | 9      | 19   |
| 7    | 노르웨이       | 5      | 5      | 4      | 14   |
| 8    | 스위스         | 3      | 8      | 4      | 15   |
| 9    | 캐나다         | 2      | 4      | 6      | 12   |
| 10   | 폴란드         | 2      | 0      | 3      | 5    |
| 11   | 뉴질랜드       | 2      | 0      | 0      | 2    |
| 12   | 오스트레일리아 | 1      | 1      | 2      | 4    |
| 12   | 스웨덴         | 1      | 1      | 2      | 4    |
| 14   | 체코슬로바키아 | 0      | 4      | 2      | 6    |
| 15   | 영국           | 0      | 1      | 4      | 5    |
| 16   | 이탈리아       | 0      | 1      | 3      | 4    |
| 16   | 스페인         | 0      | 1      | 3      | 4    |
| 18   | 덴마크         | 0      | 1      | 0      | 1    |
| 19   | 일본           | 0      | 0      | 2      | 2    |
| 합계 | 합계           | 79     | 78     | 78     | 235  |

## 같이 보기
- 1992년 동계 올림픽 메달 집계